# Георгіу Наталія Костянтинівна
Наталія Костянтинівна Георгіу (рум. Natalia Gheorghiu; 29 листопада 1914, с. Лісне Тигинського повіту, Бессарабська губернія, Російська імперія — 4 лютого 2001, Кишинів, Молдова) — молдовська і радянська лікарка, дитячий хірург, професор (1960), доктор медичних наук (1984), заслужена діячка науки, член-кореспондент Академії медичних наук СРСР та Академії наук Молдови. депутат Верховної Ради СРСР 3-4-го скликань.

## Біографія

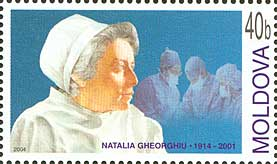
Поштова марка Молдови з зображенням Наталі Георгіу

У 1940 році з відзнакою закінчила медичний факультет Бухарестського університету,
Пізніше, інститут медичних досліджень при Академії медичних наук СРСР.
Працювала лікаркою-хірургинею. Під час Другої світової війни — хірургиня військово-польових госпіталів.
У 1957 році спеціалізувалася на хірургії дитини, після створення в 1960 році кафедри дитячої хірургії, призначена начальницею відділення.
Наталія Георгіу була першою габілітованою докторкою медичних наук Молдови, якій присвоєно звання доцента, професора, заслуженої діячки науки, члена-кореспондента Академії медичних наук СРСР та Академії наук Республіки Молдова.

## Наукова діяльність
Наталія Георгіу внесла значний внесок у вирішення проблем в області травматології, ортопедії, хірургії сечовивідних шляхів, черевної порожнини та торакальної хірургії, лікування захворювань кровоносної системи, хірургічної патології новонароджених.
В коло основних наукових і практичних інтересів Георгіу входили пластична хірургія, її величезний науковий потенціал дозволив їй зробити наукові розробки на рівні міжнародних стандартів і послідовно впроваджувати їх в практику охорони здоров'я дітей. Методи медичної діагностики і лікування хірургічних захворювань і вад розвитку, розроблені професоркою Георгіу, увійшли в світову педіатричну хірургію.
Академік Георгіу докладала великих зусиль для розвитку дитячої хірургії в Молдові, була однією з ініціаторів створення Національного науково-практичного центру дитячої хірургії (нині Центр дитячої хірургії «Наталія Георгіу»).
Школа Наталії Георгіу представлена 6 професорами, 15 конференціарами, 20 докторами медичних наук. Георгіу є авторкою 650 публікацій, у тому числі 6 монографій.

## Нагороди
Нагороджена 4 орденами і 11 медалями, в тому числі Орденом Трудового Червоного Прапора, Дружби народів, орденом Республіки Молдова, медаллю Міжнародного комітету захисту миру, була почесним громадянином Кишинева (1977).

## Пам'ять
- У столиці Молдови ім'я лікарки носить вулиця в центрі міста (вул. Академіка Наталії Георгіу) і середня школа (Ліцей «Наталія Георгіу»).
- Перед Національним науково-практичним центром дитячої хірургії імені Наталії Георгіу встановлено бронзовий бюст.
- У листопаді 2004 року в Кишиневі створена Асоціація дитячої хірургії імені академіка Наталії Георгіу.
- 30 квітня 2004 року в ознаменування 90-ї річниці з дня народження видатної жінки-хірурга, пошта Молдови випустила марку з її зображенням.